# Конструктивізм (література)
Конструктиві́зм (лат. constructio — побудова) — один із напрямів авангардизму, що виник на початку XX ст., виявив тенденції раціоналізації мистецтва і архітектури за критеріями доцільності, економності, лаконічності формотвірних засобів, призводячи до спрощення та схематизації естетичних чинників під кутом зору утилітарних (виробничих) інтересів.

## Історія конструктивізму
Така настанова була притаманна літературі «нової діловитості» (Німеччина). Розвивалася вона і в середовищі ЛЦК (Літературного центру конструктивістів) у Росії, де висувалися вимоги «організації речей смислом», тобто дотримання смислового навантаження на одиницю літературного матеріалу, локального принципу та прозаїзації поезії (К. Зелінський, Ілля Сельвінський та інші).

## Конструктивізм в українській літературі
Конструктивізм в українській поезії можна вважати умовним, попри домагання його основного ініціатора Валер'яна Поліщука. Адже ні в його ефемерному теоретизуванні про «динамізм-спіралізм» як відповідник конструктивізму, ні в платформі протистояння літературній традиції (охрещеній «селозованою») та тогочасному футуризму, ні в угрупованні «Авангард», годі віднайти достеменні ознаки конструктивізм. Тут лише маніфестувався зв'язок мистецтва з «індустріальною добою».
Так само поезія В. Поліщука зраджувала ірраціональну, емоційну вдачу її автора, схильного до романтизування науково-технічного розвитку суспільства («Динамо», «Ейфелева вежа» та інші), до пристрасного осмислення сцієнтичних мотивів («Медуза Актинія», «Асканія Нова», «Органи філармонії» та інші), не кажучи вже про його пейзажну лірику, бодай у збірці «Радіо в житах» (1923). Конструктивізм набував специфічного, відмінного від свого зразка, вигляду як у творчості В. Поліщука, так і його нечисленних прихильників (Л. Чернов-Малошийченко, О. Левада, Раїса Троянкер, В. Ярина, В. Єрмілов).
З приводу цього характерне зізнання М. Йогансена, котрий вважав себе також причетним до конструктивізму: «Склав маніфеста для збірника Жовтень (Універсал) у конструктивістському дусі […]. У Шляхах мистецтва знову писав конструктивістські статті, будучи абсолютно незнайомим з тодішнім конструктивізмом і вкладаючи в нього свій зміст». Справді, у творчості цього поета майже відсутні ознаки літератури «нової діловитості», натомість його лірика перейнята яскравим неоромантичним пафосом, тяжінням до евфонічного формотворення, за що сучасники називали його «ювеліром форми».